# Lenguas bereberes occidentales
Las lenguas bereberes occidentales son una rama de las lenguas bereberes, que incluyen dos lenguas en peligro de extinción; el tetserret y el zenaga.

## Idiomas

### Tetserret
El tetserret es un idioma bereber occidental hablado por dos tribus de tuaregs: Ait-Awari y Kel Eghlal de la comuna de Akoubounou en Níger. Los hablantes son bilingües en Tawellemmet, una lengua tuareg que ha influido mucho en el tetserret. El idioma solo es hablado por los adultos: En 2011, no había niños que dominaran el tetserret, por lo que es un idioma en peligro de extinción.

### Zenaga
El zenaga es una lengua bereber occidental hablada por unas 200 personas entre Mederdra y la costa atlántica en el suroeste de Mauritania. Muchos hablantes de zenaga hablan también el árabe hassanía, la principal lengua de Mauritania. El zenaga se usa sólo dentro de la tribu y algunos hablantes han dejado de transmitir deliberadamente la lengua a sus hijos, usando con ellos sólo el árabe hassanía.